# Teatro Olimpico
Il Teatro Olimpico è un teatro progettato dall'architetto rinascimentale Andrea Palladio nel 1580 e situato a Vicenza. È il primo e più antico teatro stabile coperto dell'epoca moderna.
La realizzazione del teatro, all'interno di un preesistente complesso medievale, venne commissionata a Palladio dall'Accademia Olimpica per la messa in scena di commedie classiche. La sua costruzione iniziò nel 1580, lo stesso anno della morte di Palladio, e venne inaugurato il 3 marzo 1585, dopo la realizzazione delle celebri scene fisse di Vincenzo Scamozzi. Tali strutture lignee sono le uniche d'epoca rinascimentale ad essere giunte fino a noi, peraltro in ottimo stato di conservazione.
Il teatro è ancora sede di rappresentazioni e concerti ed è stato incluso nel 1994 nella lista dei Patrimoni dell'umanità dall'UNESCO assieme alle altre architetture palladiane di Vicenza. Fa parte del sistema civico museale. Nel 2004, dopo una proposta di legge approvata alla Camera, viene assegnato al teatro il riconoscimento di monumento nazionale.

## Storia

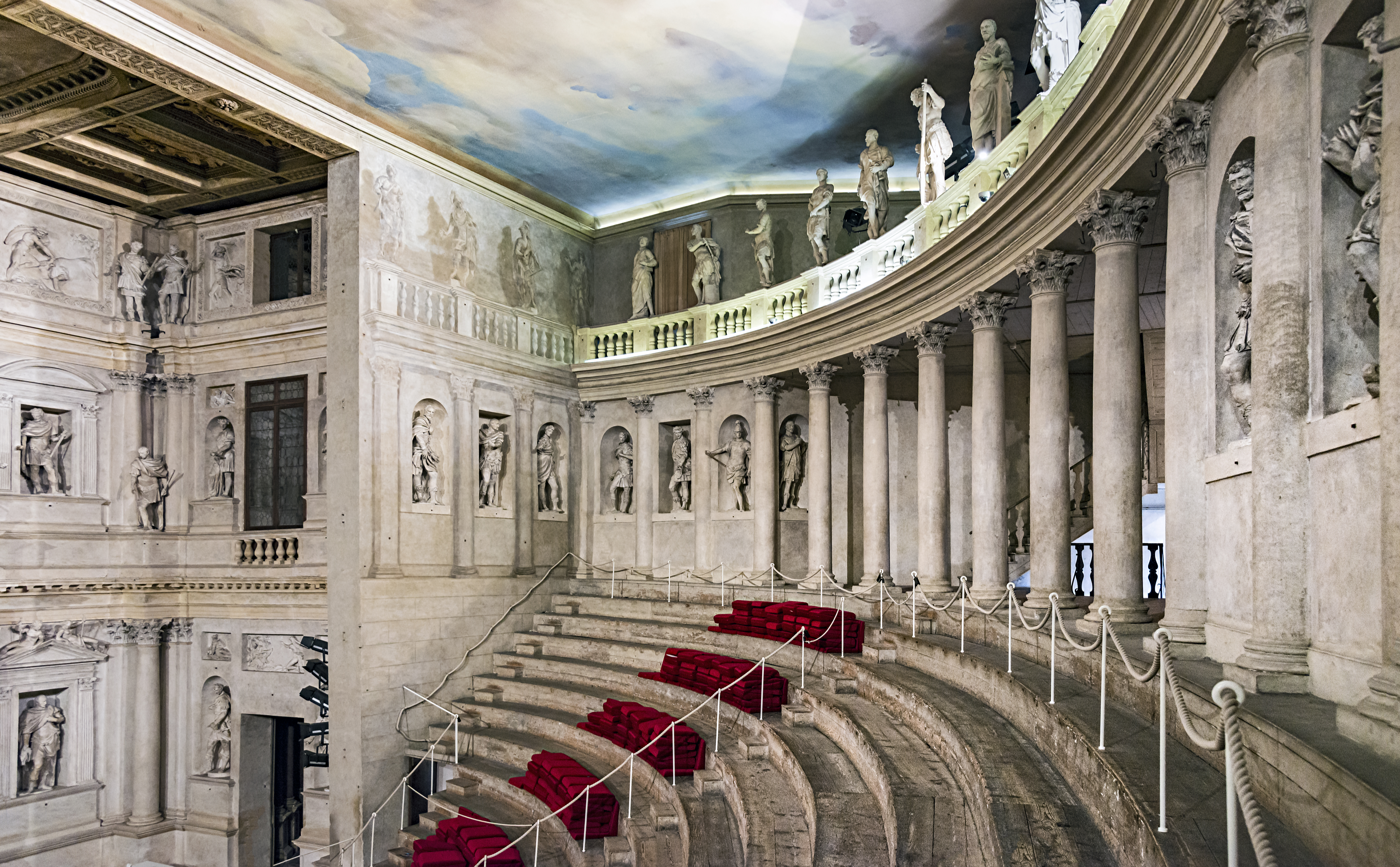
La cavea e la loggia del Teatro Olimpico

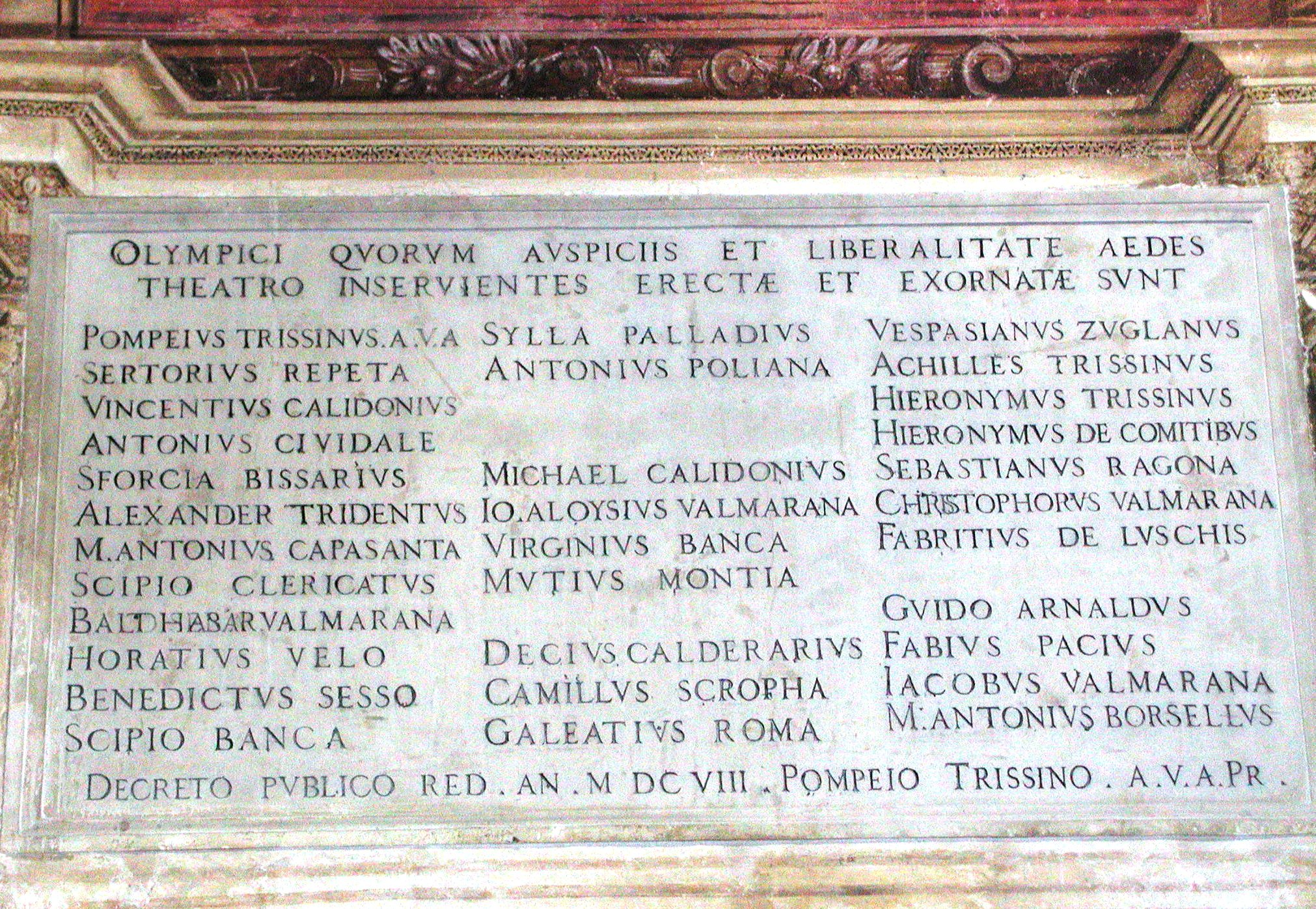
Targa marmorea coi nomi dei benefattori Accademici Olimpici che contribuirono alla fondazione del Teatro, collocata nel 1608 al suo interno a cura di Pompeo Trissino.

Il Teatro Olimpico costituisce l'ultima opera dell'architetto Andrea Palladio ed è considerato uno tra i suoi più grandi capolavori, assieme a Villa Capra detta la Rotonda, alla Basilica Palladiana e al vicino Palazzo Chiericati. Il celebre architetto veneto, rientrato da Venezia nel 1579, riportò in quest'opera gli esiti dei suoi lunghi studi sul tema del teatro classico, basati sull'interpretazione del trattato De architectura di Vitruvio e sull'indagine diretta dei ruderi dei teatri romani ancora visibili all'epoca (in particolare del Teatro Berga di Vicenza).
Il teatro venne commissionato a Palladio dall'Accademia Olimpica di Vicenza, nata nel 1555 con finalità culturali e scientifiche, tra le quali la promozione dell'attività teatrale. Tra i membri fondatori dell'Accademia vi era lo stesso architetto, che fin da subito per essa aveva progettato numerosi allestimenti scenici provvisori in vari luoghi della città, com'era d'uso all'epoca. Nel febbraio del 1580 l'Accademia chiese e ottenne dalla municipalità la concessione di un luogo adatto dove poter realizzare stabilmente un proprio spazio scenico, all'interno delle prigioni vecchie del Castello del Territorio. Il contesto era una vecchia fortezza di impianto medioevale, più volte rimaneggiata e utilizzata nel tempo anche come prigione e polveriera prima del suo abbandono.
La costruzione del teatro iniziò nel 1580, ma nell'agosto dello stesso anno Palladio morì; i lavori furono proseguiti sulla base dei suoi appunti dal figlio Silla e si conclusero intorno al 1583, limitatamente alla cavea completa di loggia e al proscenio.
Si pose dunque il problema di realizzare la scena "a prospettive", che era stata prevista fin dal principio dall'Accademia ma di cui Palladio non aveva lasciato un vero progetto. Venne quindi chiamato Vincenzo Scamozzi, il più importante architetto vicentino dopo la morte del maestro. Scamozzi disegnò le scene lignee, di grande effetto per il loro illusionismo prospettico e la cura del dettaglio, costruite appositamente per lo spettacolo inaugurale, apportando inoltre alcuni adattamenti e i necessari completamenti al progetto di Palladio; per creare spazio per le scene fu infatti necessario allungare il corpo di fabbrica, acquisendo dal Comune ulteriore terreno. A Scamozzi vengono anche attribuite le contigue sale dell'Odèo e dell'Antiodèo, oltre che il portale d'ingresso originale.
Studi recenti hanno dimostrato che l'originale progetto palladiano prevedeva solamente un'unica prospettiva sviluppata in corrispondenza della porta centrale della scena, mentre nei due varchi laterali dovevano trovare posto fondali dipinti. Al tempo stesso risale al progetto palladiano la cesura delle due ali di muro e il soffitto a cassettoni "alla ducale" sopra il proscenio.
Il teatro venne inaugurato il 3 marzo 1585, ultima domenica di Carnevale,  con la rappresentazione dell'Edipo re di Sofocle, con i cori di Andrea Gabrieli e i costumi disegnati dal pittore Giambattista Maganza. In questa e altre rare occasioni le scene, che rappresentano le sette vie della città di Tebe, furono illuminate con un originale e complesso sistema di illuminazione artificiale, proposto dal poeta veneziano Angelo Ingegneri, entrato nei ranghi olimpici dall’aprile del 1580 e regista della rappresentazione inaugurale. Le scene, che erano state realizzate in legno e stucco per un uso temporaneo, non furono tuttavia mai rimosse e, malgrado pericoli d'incendio e bombardamenti bellici, si sono miracolosamente conservate fino ai giorni nostri, uniche della loro epoca. Se si eccettuano alcuni interventi minori, come le modifiche al soffitto della cavea e l'aggiunta di ulteriori statue, il teatro si presenta ancora con lo stesso aspetto della sua inaugurazione, dopo oltre quattro secoli.
Il 17 settembre 1786 Goethe assistette ad una riunione dell'Accademia Olimpica e visitò il teatro, comprendendo anche da lì il valore delle forme architettoniche del Palladio.
Il teatro fu usato, oltre che per spettacoli teatrali, anche per feste, tornei e cerimonie in occasione delle visite di personaggi illustri (tra cui Napoleone, l'imperatore Francesco I, il re d'Italia Vittorio Emanuele II e Giuseppe Garibaldi).
A seguito del decreto napoleonico di confisca del 1813, proprietario del teatro divenne il Comune di Vicenza.
Con il teatro Olimpico si avvera il sogno, sino ad allora irrealizzato, di generazioni di umanisti e architetti rinascimentali: erigere in forma stabile uno degli edifici simbolo della tradizione culturale classica. Il progetto palladiano ricostruisce il teatro dei romani con una precisione archeologica fondata sullo studio accurato del testo di Vitruvio e delle rovine dei complessi teatrali antichi. In ciò costituisce una sorta di testamento spirituale del grande architetto vicentino. Con l'Olimpico rinasce il teatro degli Antichi, e nel progettarlo Palladio raggiunge una consonanza assoluta con il linguaggio della grande architettura classica, di cui per una vita intera "con lunga fatica, e gran diligenza e amore" aveva cercato di ritrovare le leggi della segreta armonia.
Alle costruzioni imperiali romane s'ispira anche la decorazione architettonica, in particolare quella del proscenio a doppio ordine, con edicole contenenti le statue dei membri dell'Accademia Olimpica, paludati "all'eroica" (come antichi romani in armatura), che si affacciano tra le riquadrature scandite da colonne.
Il complesso è stato oggetto di un restauro conservativo tra il 1986 e il 1987.
Il teatro è tuttora utilizzato, soprattutto per rappresentazioni classiche e concerti, prevalentemente in primavera (festival "Settimane musicali al Teatro Olimpico" e "Il suono dell'Olimpico") e in autunno ("Cicli di spettacoli classici") poiché, nel timore di danneggiarne le delicate strutture, non è mai stato dotato di impianto di riscaldamento o di condizionamento; ha inoltre una capienza limitata - 470 posti - per motivi di conservazione.
Il teatro ospita vari eventi tra i quali la cerimonia di assegnazione dei Premi Internazionali Dedalo Minosse alla committenza di architettura e i Premi E.T.I - Gli Olimpici del teatro.

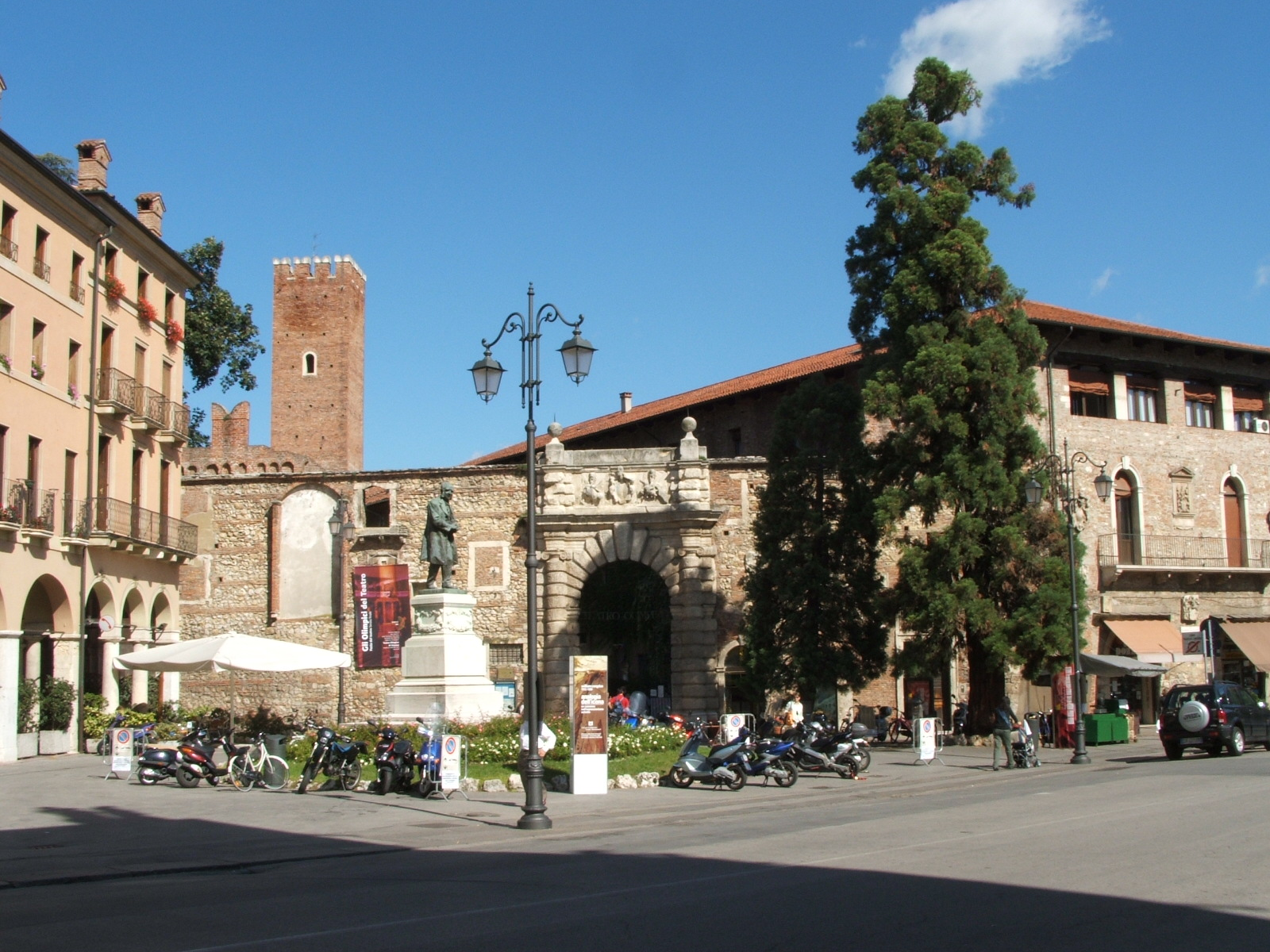
L'ingresso al cortile del teatro da piazza Matteotti
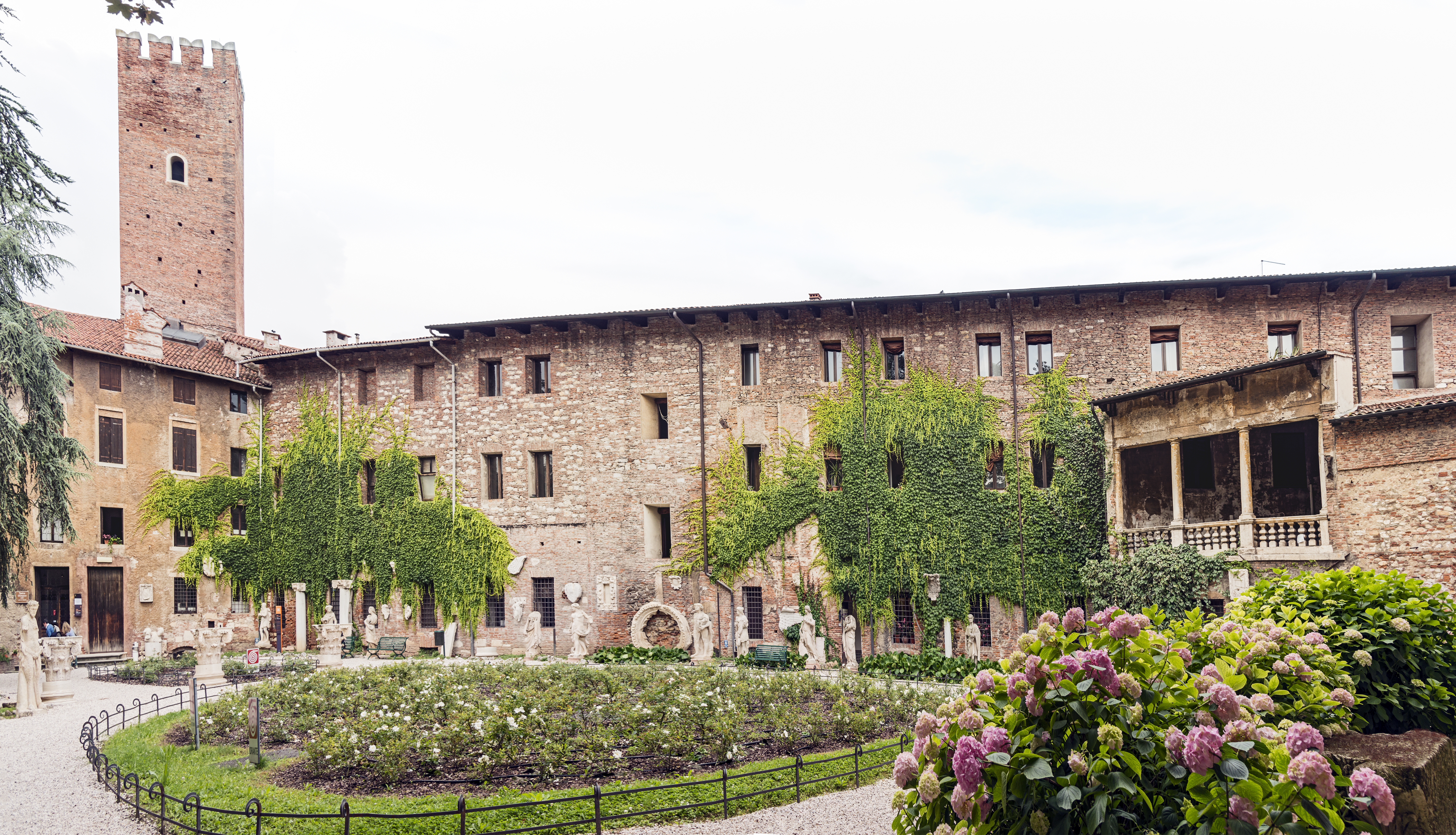
Il cortile
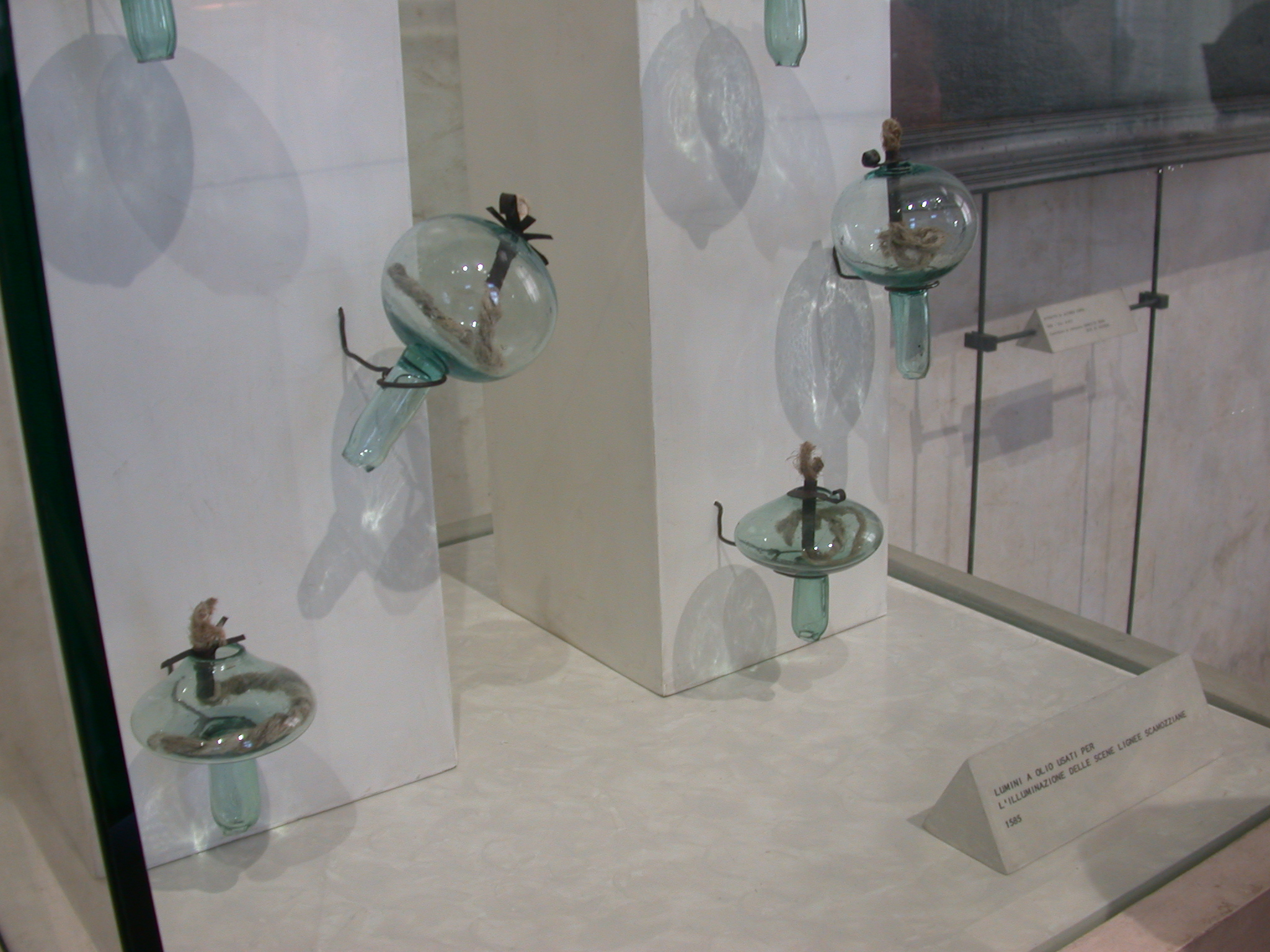
Lumini ad olio usati per l'impianto di illuminazione delle scene progettate da Vincenzo Scamozzi
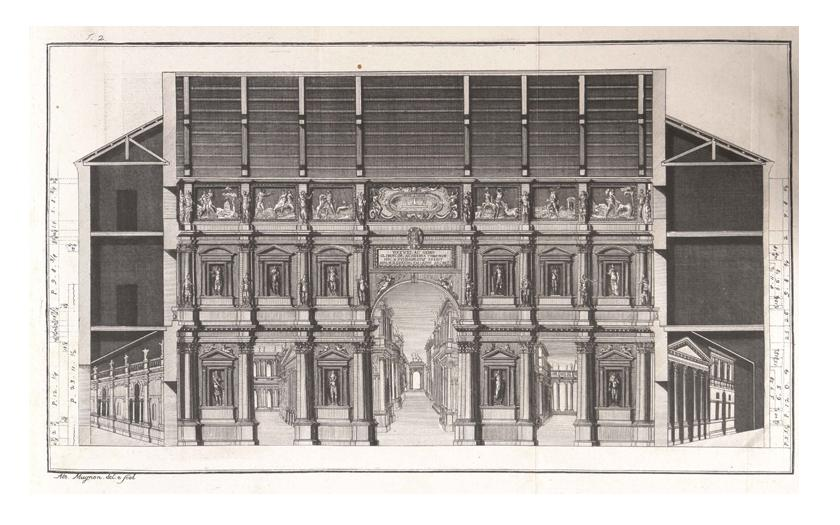
Disegno del proscenio del teatro, da Le fabbriche e i disegni di Andrea Palladio raccolti ed illustrati da Ottavio Bertotti Scamozzi, 1796

## Descrizione

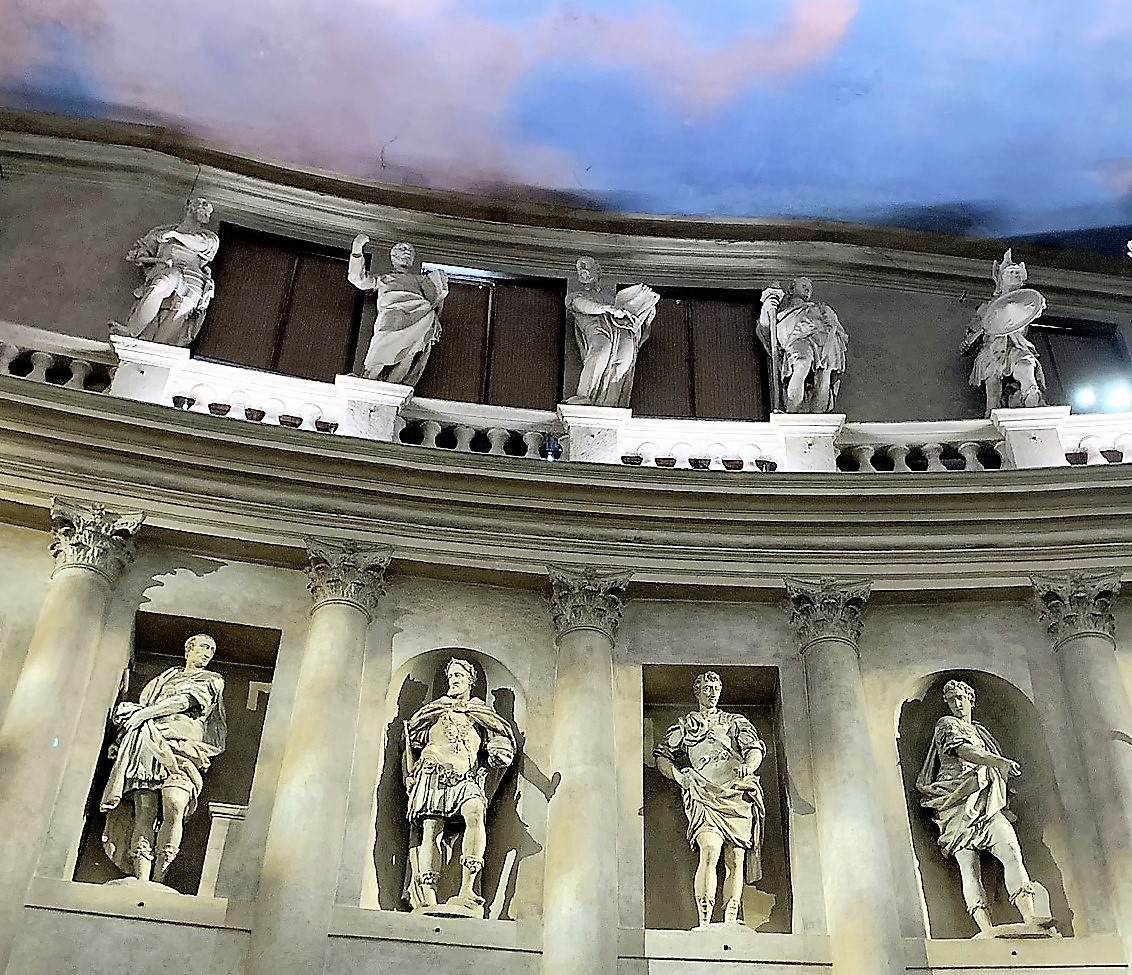
La loggia superiore è decorata con 28 statue in pietra che rappresentano i fondatori dell'Accademia Olimpica: al centro coi libri in mano c'è Andrea Palladio, a sinistra Gian Giorgio Trissino (primo mecenate dell'architetto) in atteggiamento da oratore, mentre a destra c'è il conte Valerio Chiericati.

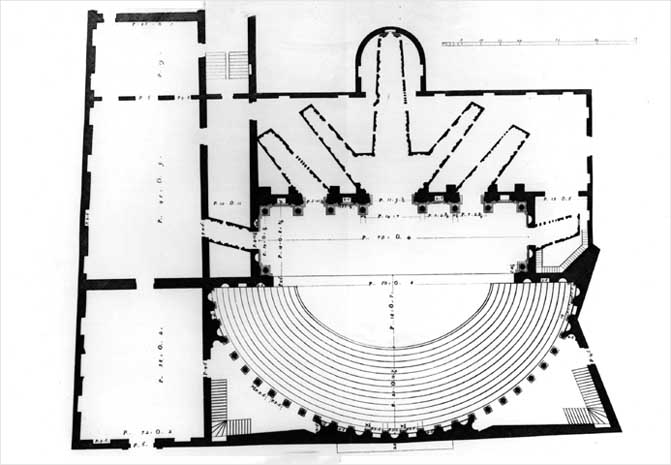
Pianta (Ottavio Bertotti Scamozzi, 1776)

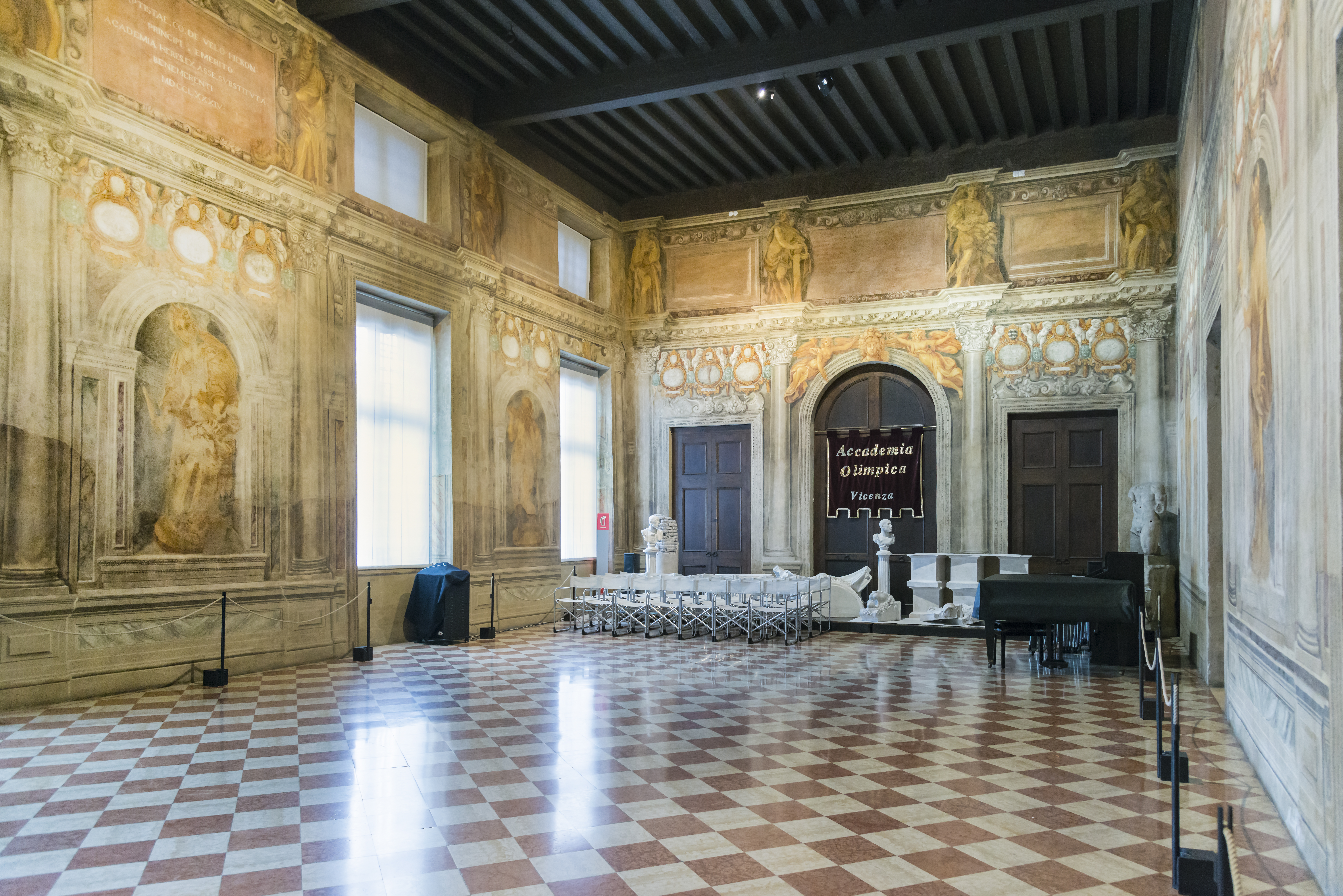
L'Odeo, dove si tengono le riunioni degli Accademici Olimpici

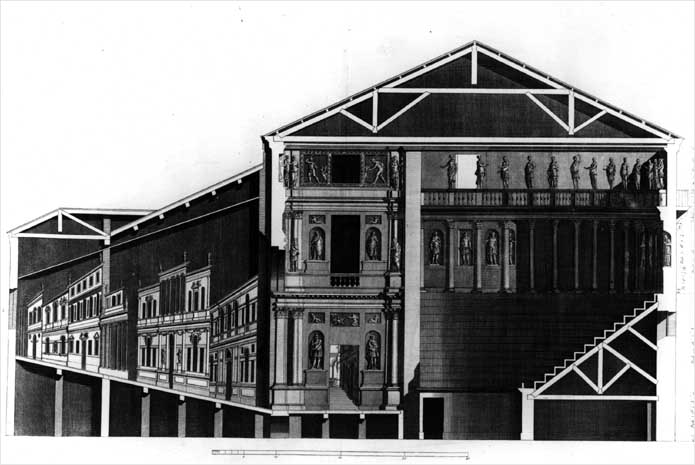
Sezione longitudinale (Ottavio Bertotti Scamozzi, 1776)

La grandiosa frons scaenae d'ordine corinzio è ispirata allo schema degli archi trionfali romani a tre fornici. L'arco centrale è la porta regia, mentre le due porte laterali sono le hospitalia. La struttura è rinascimentale, di impronta manieristica. Nell'attico della frons scaenae in undici riquadri sono raffigurate le dodici fatiche di Ercole. Al centro, tra due Fame con le trombe, è lo stadio con la corsa delle bighe, insegna dell'Accademia e ricordo dei Giochi Olimpici, istituiti da Ercole, protettore del sodalizio vicentino e simbolo dell'uomo che, tramite la virtù, acquista la gloria. Sopra si legge il motto, di origine virgiliana, Hoc opus, hic labor est. Lo stemma di Vicenza è retto da due giovanetti.
La cavea ellittica è recintata da una balaustra con statue paludate all'eroica. Nella nicchia centrale sopra la cavea sta la statua di Leonardo Valmarana, Principe dell'Accademia e promotore della costruzione, rappresentato con vesti ed insegne imperiali (richiamo diretto alla figura dell'imperatore Carlo V d'Asburgo).
L'interno del teatro è decorato con 95 statue rappresentanti i personaggi legati alla fondazione dell'Accademia Olimpica o del teatro stesso. Ai fondatori del teatro furono dedicate 42 statue di stucco sulla scena e 21 intorno alla gradinata, ai fondatori dell'Accademia o loro successori 28 statue in pietra collocate sopra il ballatoio e 4 negli angoli delle scale.

Dettagli delle scene fotografati da Paolo Monti nel 1966 e 1980.
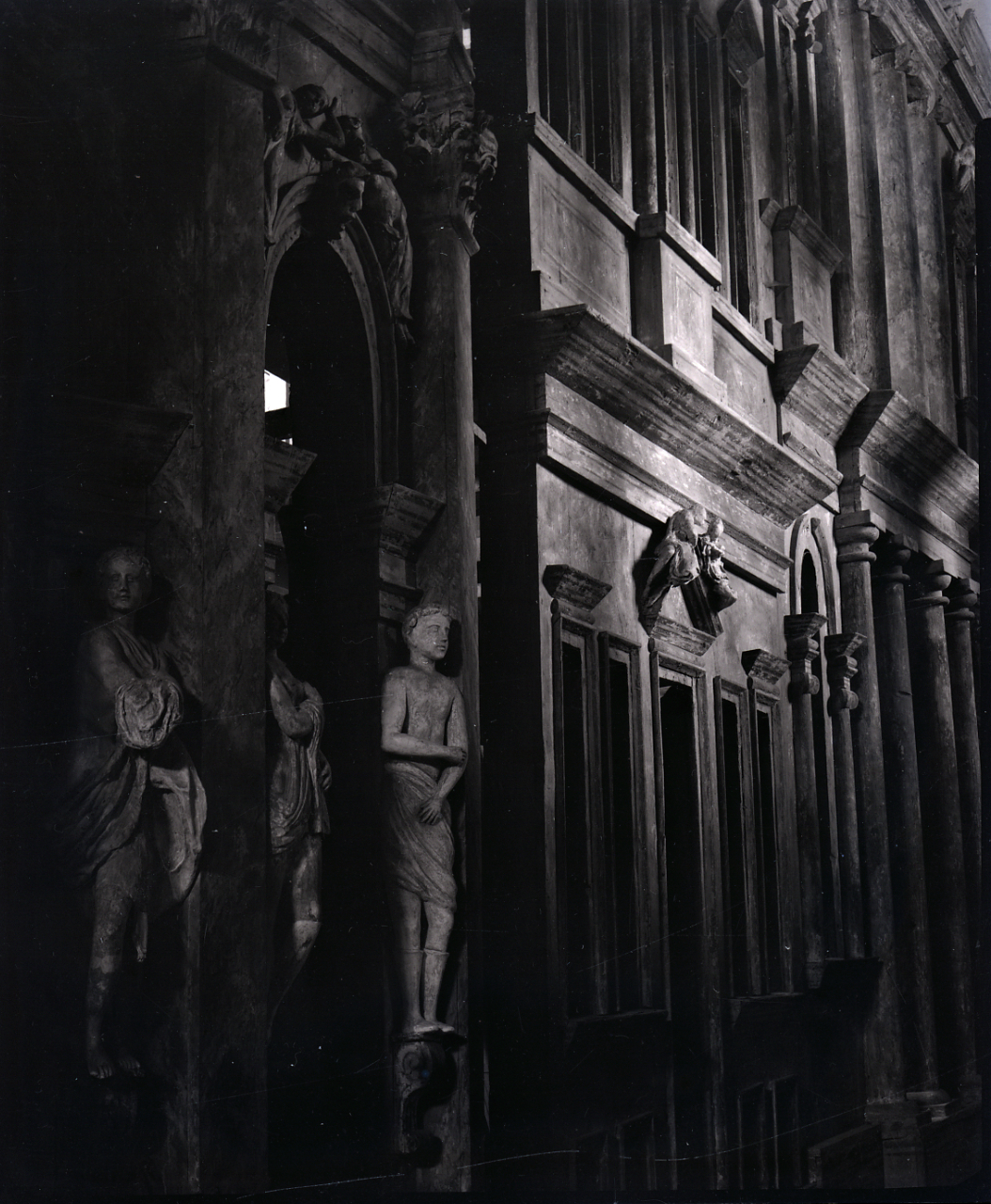
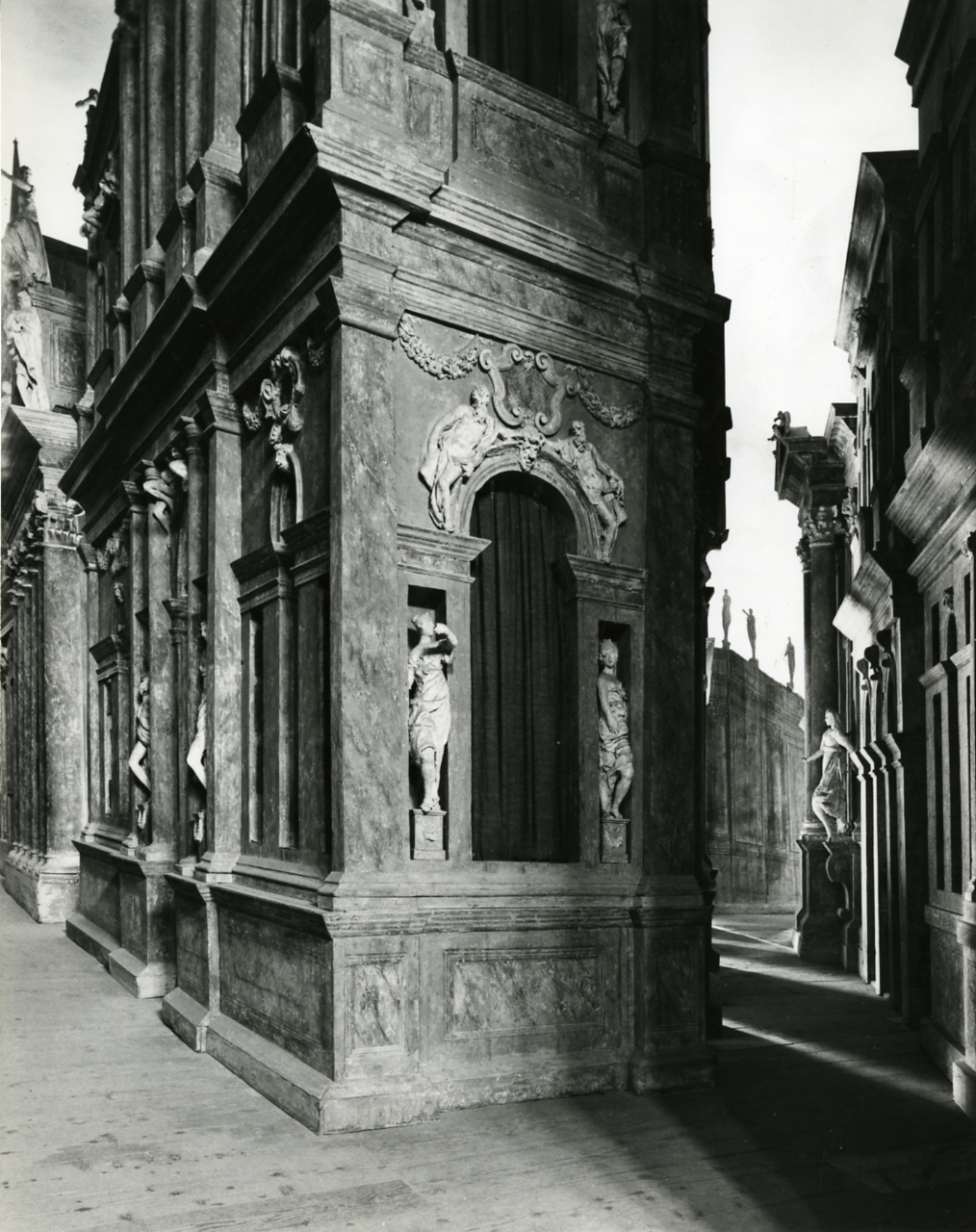
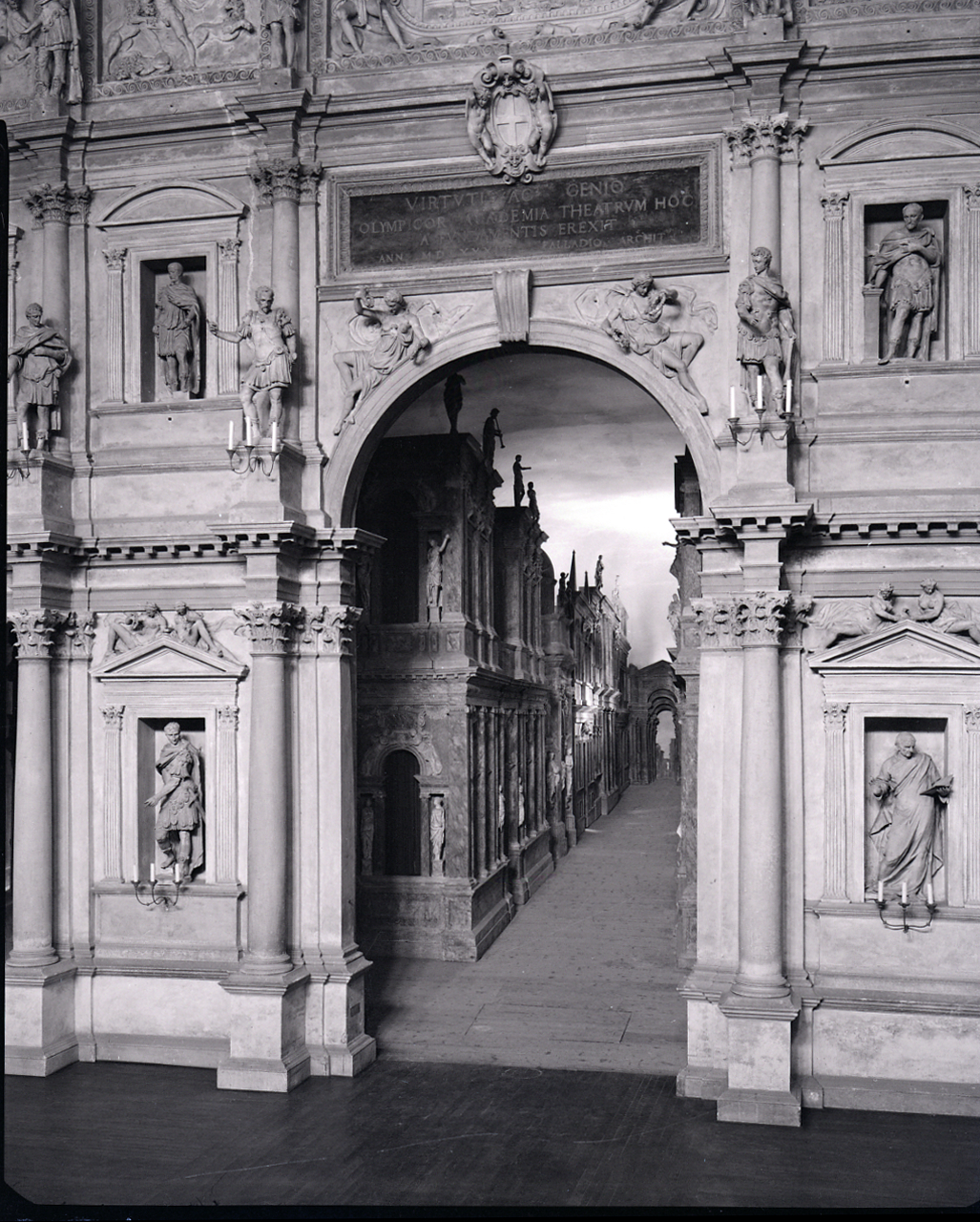
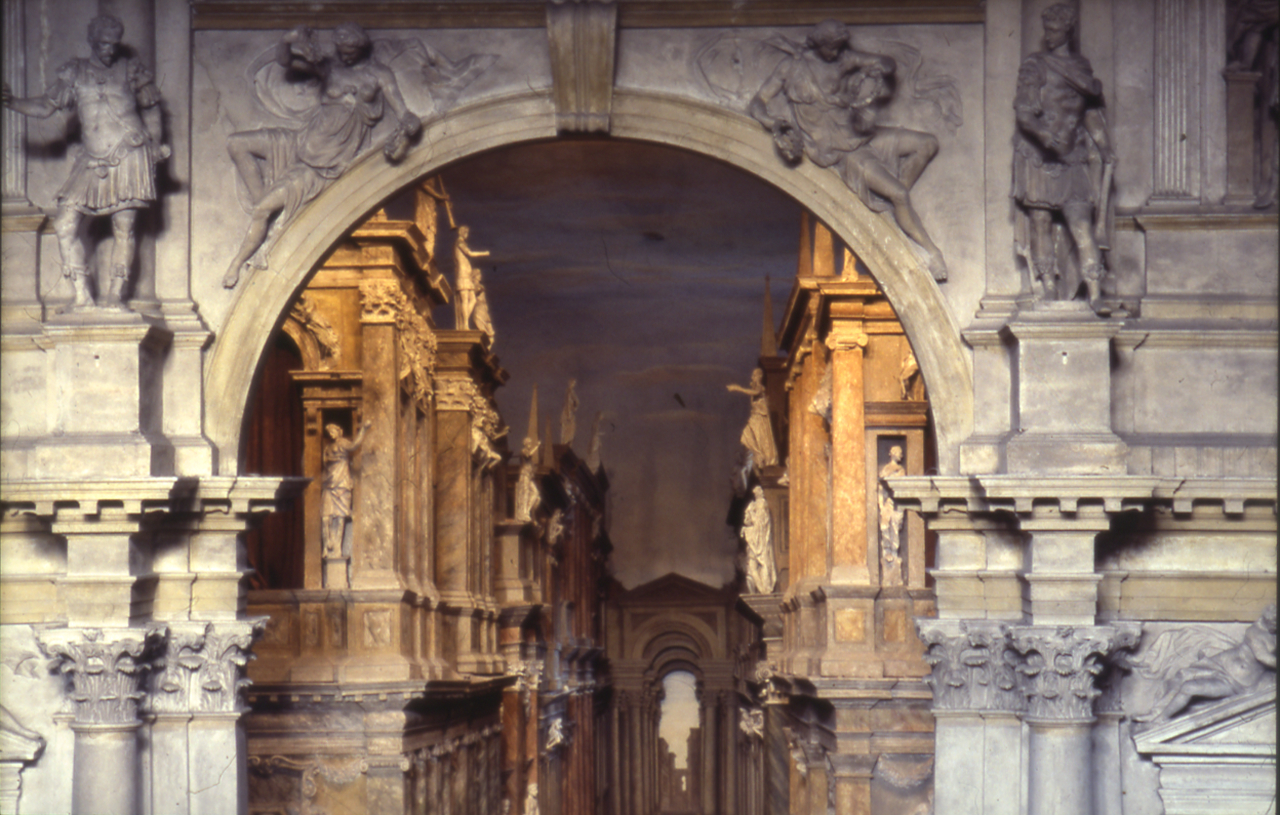
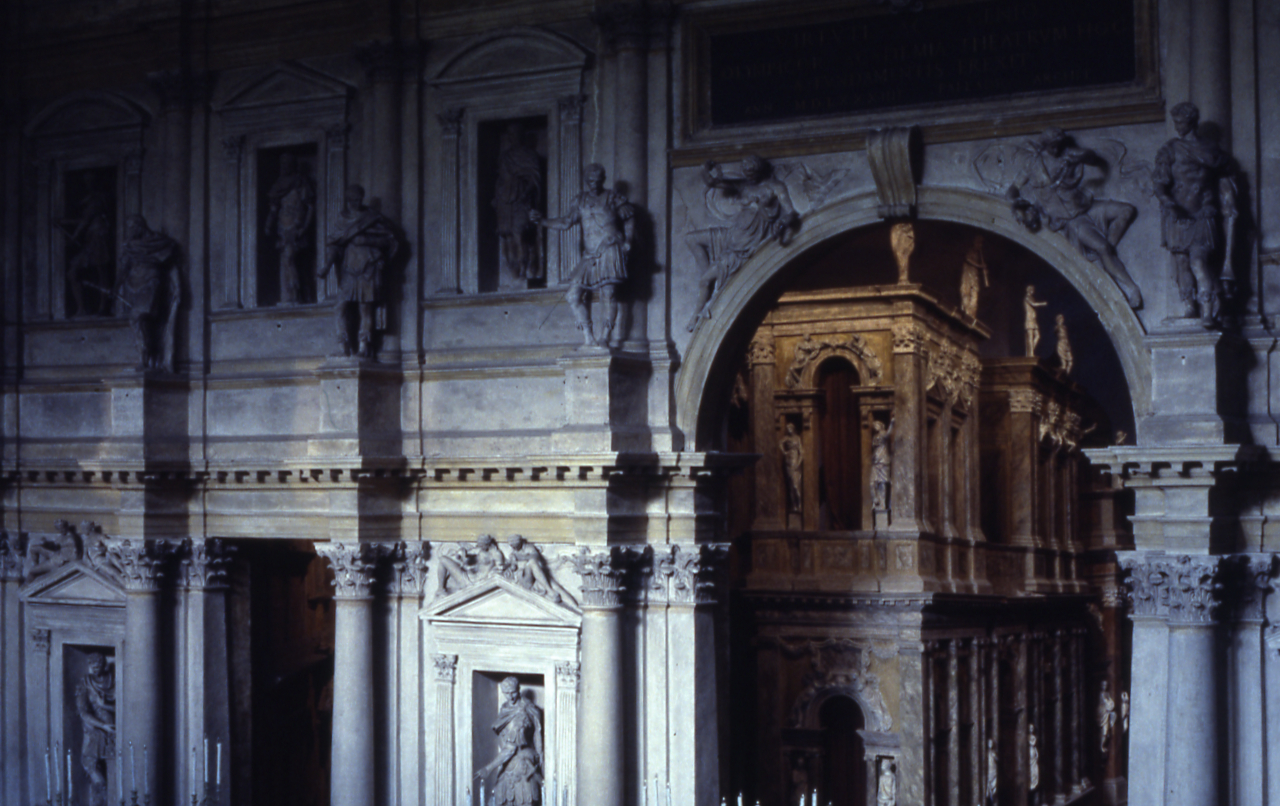
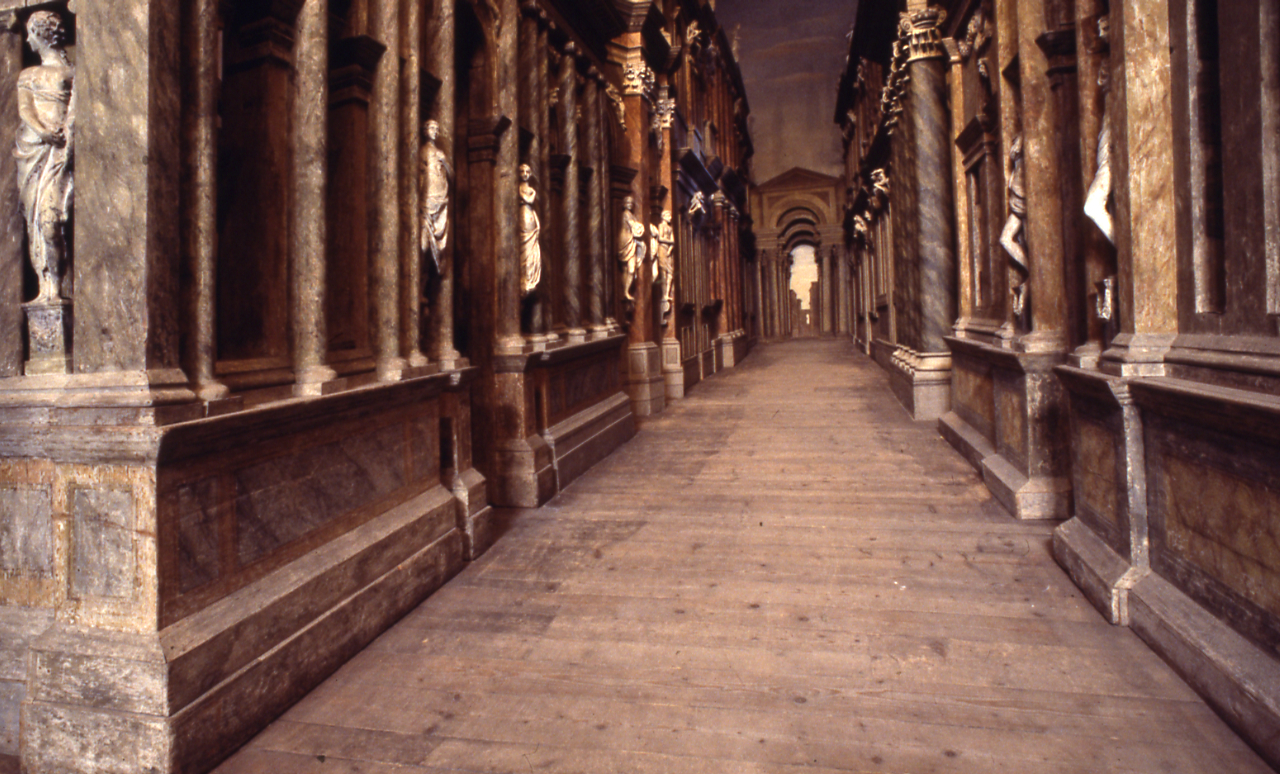